# Cabizuela
Cabizuela – gmina w Hiszpanii, w prowincji Ávila, w Kastylii i León, o powierzchni 19,17 km². W 2011 roku gmina liczyła 111 mieszkańców.